# エンド・クレジットに最適な夏
『エンド・クレジットに最適な夏』（エンド・クレジットにさいてきななつ）は、福田栄一の推理小説。2007年5月30日に東京創元社からミステリ・フロンティアレーベルで刊行、『青春探偵ハルヤ』（せいしゅんたんていハルヤ）と改題されて2015年8月29日に創元推理文庫版が発刊された。周囲で芋蔓式に起こるトラブルを解決するために奔走する貧乏大学生男子を主人公とした青春ミステリー。
『青春探偵ハルヤ〜大人の悪を許さない!〜』（せいしゅんたんていハルヤ おとなのあくをゆるさない）のタイトルで、2015年10月期にはテレビドラマ化された。

## 書籍情報
- エンド・クレジットに最適な夏（2007年5月30日、東京創元社、ISBN 978-4-488-01736-1）
- 青春探偵ハルヤ（2015年8月28日、創元推理文庫、ISBN 978-4-488-44911-7）

## テレビドラマ
『青春探偵ハルヤ〜大人の悪を許さない!〜』（せいしゅんたんていハルヤ おとなのあくをゆるさない!）のタイトルで、読売テレビの制作で日本テレビ系「プラチナイト・木曜ドラマ」にて2015年10月15日から12月24日まで放送された。主演の玉森裕太は日本テレビの連続ドラマ初主演かつ、同枠では木曜ナイトドラマから含めてジャニーズ事務所所属の主演は初めてである。

### キャスト
浅木 晴也〈20〉
演 - 玉森裕太
東京学院大学経済学部2年生。解体工事のアルバイトで生活費を稼ぐ貧乏学生。年の離れた妹の楓花がいる。
美羽のストーカー事件をきっかけに探偵を任せられるようになる。最初は嫌々やっていたが、正義感の強さで、依頼人の望みを叶えるために奮闘する。
能見 美羽〈20〉
演 - 新川優愛
ハルヤと同じ大学に通う女子大生。ミスキャンパス。独り暮らしをしていたが、ストーカーに遭うようになってからはハルヤ宅にいることが多くなる。
ハルヤの事は新歓コンパで知っており、理不尽な要求をする上級生に立ち向かった彼の正義感に惚れている。
窪寺 和臣〈20〉
演 - 高田翔
ハルヤの同級生。物腰が柔らかいが、女好き。実家は裕福。幼少期からずっとおばあちゃんっ子。
ハルヤに美羽のストーカーの探偵を持ちかける。
坂本 葵〈20〉
演 - 柳ゆり菜
ハルヤのことが大好きな女子大生。麻衣、桃子の三人で常に行動しており、美羽をライバル視している。
篠原 俊喜〈20〉
演 - 阿見201
ハルヤの同級生であり、同居人。巨漢であり、犯人を追い込むのにコブラツイストをしたりする。
安藤 麻衣
演 - 池田沙絵美
小島 桃子
演 - 小槙まこ
冬本 薫
演 - 伊倉愛美
浅木 楓花
演 - 篠川桃音
ハルヤの年の離れた妹。一人称は楓花。貧乏暮らしのハルヤとは裏腹に、両親からとても愛情を注がれている。携帯電話を買って貰ってからは、ハルヤと良く通話している。
磯部 克夫
演 - 宇梶剛士
ハルヤのバイト先の先輩である中年男性。静江が好きな純情な性格。ハルヤに金をたかる事が多い。酒に弱い。大の阪神ファンなので、何かと野球に例えて周囲に煙たがられている。
石田 静江
演 - 高島礼子
喫茶&スナック「アラバマ」の女主人。ハルヤたち3人組や磯部の行き着けで、よくつけ払いされていることが多い為辟易しているが、諦めている様子。

### ゲスト
第1話
大谷 雅人〈21〉
演 - 陳内将
東京学院大学3年生。美羽の元彼。サークル「シーサイド」のメンバー。就職活動中。かなりのナルシスト。
内藤 章一
演 - 池田純矢
サークル「シーサイド」の元メンバー。かなりの人見知り。美羽が心配だった。
広沼 雅司
演 - 武田航平（第1話 - 第2話）
千晶の兄。出版社勤務。ハルヤにストーカーと間違えられる。
広沼 千晶〈19〉
演 - 小島梨里杏
東京学院大学1年生。
尾上 貴浩〈24〉
演 - 金井勇太（第1話 - 第2話）
東京学院大学卒業生。脱法ハーブの売人。

第2話
橋本 学
演 - 遠山俊也
美羽、千晶が住むマンションの管理人。
売人の祐志
演 - 酒井貴浩
脱法ハーブの売人。
第3話
馬場 洋二
演 - 矢柴俊博
美羽、バイト先の客。
馬場 千鶴子
演 - 田中美奈子
馬場の妻。
夏紀
演 - 丸高愛実
キャバ嬢、馬場の浮気相手。

第4話
太田 京子
演 - 富山えり子
女子寮の学生。柔道部員で、女子寮にやって来た晴也を浴室覗き魔と勘違いして、背負い投げをかける。
荒川 征子
演 - 伊藤かずえ
女子寮の調理師。彼女の料理も美味しいと評判で、入寮者への面倒見がよく姉のように慕われている。
寮長
演 - 宮地雅子
女子寮に男性が入って来るのを拒絶しており、晴也たちが浴室盗撮事件の解決にやって来た際も怪訝そうにする。

第5話
宮沢公平
演 - 神保悟志
東京学院大学経済学部教授で、専門分野は国際経済学。成績不良を理由に晴也を自分の研究室に呼び出した際、妻の多香子の浮気疑惑の解明を条件に、晴也に授業の追試験の実施を認める。
宮沢多香子
演 - 中島ひろ子
公平の妻。最近他の男性と浮気しているのではないかと公平に疑われる。
宮沢翔太
演 - 神宮寺勇太
公平と多香子の息子。グレて不良仲間とつるんでいる。多香子の連れ子で公平との血の繋がりはない。

第6話
岡島武
演 - 白洲迅
就活学生。就活生が利用するSNS上で自分になり済ました何者かによって、選考中の企業の悪口を書かれるなどで就活を妨害される。
立花圭介
演 - 山中崇
岡島のバイト先のピザ屋「ピザッチャ」の店長。
近藤昭則
演 - 木下隆行（TKO）
就活塾の講師。やたら熱の入った講義を行う。女性アイドルオタクという隠れた一面も持っている。

第7話
七瀬早織
演 - 宮地真緒
蓮・亮・陽菜の３兄妹の母親。運送屋とキャバクラの仕事を掛け持ちして３人の子供を養っているが、急に１週間ほど家に帰らない日が続いた。
七瀬蓮
演 - 須田琉雅
七瀬亮
演 - 須田瑛斗
七瀬陽菜
演 - 須田理央
早織の子供たち。
藤沼潤平
演 - 山口良一
早織の働く運送屋の社長。早織と不倫関係にあるのではないかと蓮たちが疑念を抱く。
青木
演 - 八神蓮
早織の働くキャバクラの黒服。

第8話
富田令子
演 - いしのようこ
最近メディアに頻繁に出演し、講演会も大好評な教育評論家。「親が子供の進む道を決めるのが最善」が信条。ある日「これ以上メディアに出るなら、お前の目の前で自殺する」と書かれた脅迫状が届いた為、美羽を介して晴也たちに事件解決を依頼する。
富田リカ
演 - 小林麗菜
東京学院大学1年生。トリマー志望。 令子の娘。令子に従順に従って生きて来たが、本心を言い出せずにいる。
川崎明
演 - デビット伊東
玲子の不倫相手。玲子が好き。
谷花子
演 - 宮田早苗
玲子に恨みを持つ女性。
第9話
三浦節子
演 - 丘みつ子
秋山耕治
演 - 名高達男
大石
演 - コトブキツカサ

最終話
新田彬
演 - 髙嶋政宏
静江の元夫
上條晃一
演 - 本宮泰風
「上條コーポレーション」社長
本間征四郎
演 - 伊藤正之
都議会議員
川藤幸三
演 - 本人

### スタッフ
- 原作 - 福田栄一『青春探偵ハルヤ』（創元推理文庫）
- 脚本 - 田中眞一、中村由加里、嶋田うれ葉
- 演出 - 大塚徹、小松隆志（MMJ）、倉木義典
- 音楽 - 井筒昭雄
- 主題歌 - Kis-My-Ft2「AAO」（avex trax）[4]
- 挿入歌 - Honey L Days「リスタート」（avex trax）
- タイトルバック - イレブングラフィックス
- アクションコーディネート - 大道寺俊典
- 技術協力 - フォーチュン、Kカンパニー
- 美術協力 - BEENS
- 照明協力 - ラ・ルーチェ
- 撮影 - 布川潤一
- 照明 - 平岡将仙
- VE - 山下輝良
- 音声 - おくまさと
- 編集 - 石上淳
- CG - 福井直人
- 音響効果 - 滝野ますみ
- タイトルバック - 相川はじめ
- 技術デスク - 星宏美
- 美術プロデューサー - 津留啓亮
- 美術進行 - 佐々木理恵
- 番組宣伝 - 竹村麻美、折原加奈（ytv）
- ホームページ - 金澤みゆき（ytv）
- 協力プロデューサー - 遠田孝一（MMJ）
- プロデューサー - 田中雅博（ytv）、伊藤達哉（MMJ）
- チーフプロデューサー - 中村泰規、木谷俊樹（ytv）
- 制作協力 - メディアミックス・ジャパン
- 制作著作 - 読売テレビ

### 放送日程
| 各話   | 放送日         | サブタイトル                      | 脚本       | 演出     |
| ------ | -------------- | --------------------------------- | ---------- | -------- |
| 第1話  | 10月15日       | ミスキャンパスを狙うストーカー    | 田中眞一   | 大塚徹   |
| 第2話  | 10月22日       | 違法ドラッグ・監禁…事件は闇の中へ | 田中眞一   | 大塚徹   |
| 第3話  | 10月29日       | 浮気相手のキャバ嬢から突然の脅迫… | 中村由加里 | 小松隆志 |
| 第4話  | 11月05日       | 女子寮のぞき騒動…盗撮犯を大追跡   |            | 小松隆志 |
| 第5話  | 11月12日       | 大学教授妻の浮気調査              | 田中眞一   | 小松隆志 |
| 第6話  | 11月19日       | 就職戦線、超異状アリ…!?           | 中村由加里 | 大塚徹   |
| 第7話  | 11月26日       | 子供達からSOS…消えた母親を探せ！  |            | 小松隆志 |
| 第8話  | 12月04日（金） | 美人教育評論家へ突然の自殺予告    |            | 倉木義典 |
| 第9話  | 12月11日（金） | 高齢者を詐欺から守れ              |            | 大塚徹   |
| 総集編 | 12月18日（金） | 12・24聖夜の最終話直前スペシャル  | -          | -        |
| 最終話 | 12月24日       | 大人の悪を許さない!               | 田中眞一   | 大塚徹   |

- 第8話は前夜の『NEWS ZERO』の10分拡大（12月3日23:00 - 4日0:09）のため、10分繰り下げ（4日0:09 - 1:04）。
- 第9話は前夜の『FIFAクラブワールドカップ2015開幕戦』中継（10日19:35 - 21:44）、『NEWS ZERO』の10分拡大（10日23:50 - 11日0:59）および当日の『クラブワールドカップハイライト』（11日0:59 - 1:29）のため、90分繰り下げ（11日1:29 - 2:24）。
- 12月18日は前夜の『FIFAクラブワールドカップ2015準決勝』中継（17日19:20 - 21:29）、『NEWS ZERO』の10分拡大（17日23:35 - 18日0:44）および当日の『クラブワールドカップハイライト』（18日0:44 - 1:14）のため、ドラマ本編を休止とし、最終回直前SP（1:14 - 2:09）を放送。

| 読売テレビ制作・日本テレビ系 木曜ドラマ | 読売テレビ制作・日本テレビ系 木曜ドラマ                              | 読売テレビ制作・日本テレビ系 木曜ドラマ                                 |
| 前番組                                  | 番組名                                                               | 次番組                                                                  |
| --------------------------------------- | -------------------------------------------------------------------- | ----------------------------------------------------------------------- |
| 婚活刑事 （2015年7月2日 - 9月17日）     | 青春探偵ハルヤ 〜大人の悪を許さない!〜 （2015年10月15日 - 12月24日） | マネーの天使 〜あなたのお金、取り戻します!〜 （2016年1月7日 - 3月24日） |